# Lagâri Hasan Çelebi
Lagâri Hasan Çelebi aurait été, selon la légende, le premier homme à avoir effectué le premier vol habité avec une « fusée », et réussi.

## Biographie
Evliya Çelebi rapporte qu'en 1633, Hasan Çelebi Lagari, lança une fusée mesurant 7 coudées (1 coudée égyptienne = 52.4 cm) en forme de cône et utilisant 7 réservoirs remplis de 64,145 kg (50 oka) de poudre à canon depuis Sarayburnu (promontoire séparant la Corne d'Or et de la Mer de Marmara situé au-dessous du palais de Topkapi à Istanbul.
La fusée aurait parcouru 2.5 km dans les airs.
Il a pu atterrir en freinant grâce à des ailes artificielles, et regagner à la nage la côte. Le vol a été accompli durant les célébrations de la naissance de Ismihan Kaya, fille du sultan Mourad IV.
Il a été récompensé par le sultan d'or ainsi que du rang de Sipahi de l'armée ottomane.
Evliya Çelebi a également écrit que son frère Hezârfen Ahmed Celebi, s'élança de la tour de Galata et plana jusqu'à Üsküdar, sur la rive asiatique du Bosphore, grâce à des ailes qu'il avait lui-même confectionnées.

## Dans la culture
Istanbul sous mes ailes (İstanbul Kanatlarımın Altında, de Mustafa Altıoklar, 1996) est un film retraçant cet évènement. On peut voir dans ce film les deux frères chercher une solution pour permettre à l'homme de voler sur un fond de société ottomane du XVIIe siècle.